# Cavenago Fanfulla
Fanfulla (ehemals Associazione Calcio Fanfulla 1874 und Cavenago Fanfulla) ist ein italienischer Fußballverein aus Lodi. Der Verein wurde 1908 gegründet und trägt seine Heimspiele im Stadio Dossenina aus, das Platz bietet für 1.000 Zuschauer. Fanfulla spielte bisher dreizehn Jahre in der Serie B und ist derzeit in der Serie D, der vierthöchsten Spielklasse in Italien, zu finden.

Altes Logo

## Geschichte

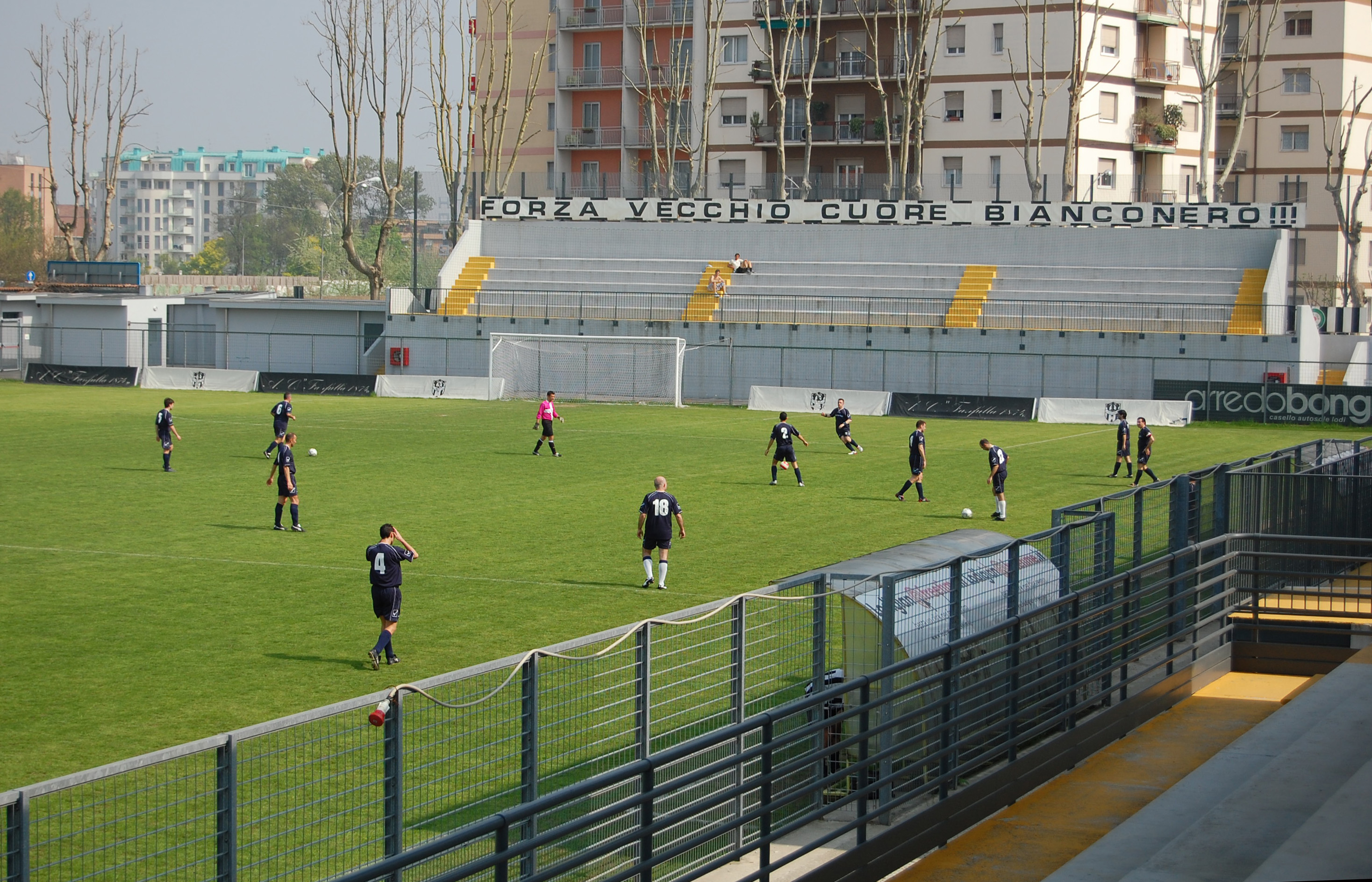
Das Stadion des Vereins

Die Fußballabteilung des Sportvereins Associazione Sportiva Ginnastica Fanfulla 1874, der im Jahr 1874 gegründet wurde, wurde 1908 ins Leben gerufen. Als Stadion diente dem neu gegründeten Verein zunächst ein Sportplatz in Lodi, einer Stadt mit knapp vierzigtausend Einwohnern in der Lombardei im Norden Italiens. Acht Jahre nach der Vereinsgründung begann der Bau des Stadions Dossenina, das 1920 fertiggestellt wurde und zum Zeitpunkt der Erbauung 7.500 Zuschauer fasste. Im Laufe der Jahre wurde die Kapazität reduziert, sodass heutzutage nur noch etwa 2.200 Schaulustige die Sportstätte zu einem Spiel aufsuchen dürfen.
Derzeit spielt AC Fanfulla in der siebthöchsten Spielklasse im italienischen Fußball, der Promozione, wo man in der Staffel Lombardei agiert. Zu seinen besten Zeiten, die über fünfzig Jahre zurückliegen, spielte der Verein einige Jahre in der Serie B, der zweiten italienischen Liga. Erstmals für die Serie B qualifizieren konnte man sich in der Saison 1937/38 durch einen ersten Rang in der Girona B der Serie C. Daraufhin schaffte Fanfulla den Klassenerhalt und hielt sich in der Folge fünf Jahre lang in der zweithöchsten Spielklasse, ehe der Spielbetrieb in Italien aufgrund des Zweiten Weltkrieges unterbrochen wurde. Nach Kriegsende wurde man wieder in die Serie B eingestuft und war bis zum Abstieg 1947/48 weiter zweitklassig. Nachdem der direkte Wiederaufstieg geglückt war, konnte sich AC Fanfulla erneut in der Serie B etablieren und war bis 1954 Bestandteil der zweiten Liga. In besagtem Jahr belegte man den siebzehnten und vorletzten Rang in der Serie B und musste absteigen. Diese dreizehnte Spielzeit war auch die Letzte für den Verein in der Serie B. Im ersten Jahr nach dem Zweitligaabstieg wurde Fanfulla in die Serie IV, damals die vierte Liga, durchgereicht und spielt seitdem in unteren Ligen. Zum bis heute letzten Mal drittklassig war man 1983/84.
2015 wurde der Verein in ASD Cavenago Fanfulla umbenannt. 2015 wurde der Verein in ASD Fanfulla umbenannt.

## Erfolge
- Coppa Italia Serie C: 1× (1983/84)

## Ligenzugehörigkeit
- Serie B: 13 Spielzeiten
- Serie C: 27 Spielzeiten
- Serie D: 38 Spielzeiten
- Campionati regionali: 8 Spielzeiten

## Bekannte Spieler
- Mario Acerbi
- Loris Boni
- Giampiero Marini
- Aurelio Milani
- Ercole Rabitti
- Pietro Rebuzzi
- Giuseppe Sannino
- Otello Subinaghi
- László Szőke
- Corrado Verdelli